# 大華飯店
大华饭店（英語：The Majestic Hotel）為上海1920年代的一座豪华酒店。

## 历史
19世纪末，上海道署下设的洋务局迁至沪西静安寺路，并在西侧戈登路口（今南京西路江宁路口）建造西式花园住宅。辛亥革命期间，上海军政府将其没收，出售给英国商人麦边（英語：George McBain），因而得名麦边花园。
1922年，麦边花园被改建为豪華的花園式旅館，取名大华饭店，主建筑为一座假三层的欧洲古典主义建筑，底层为大型宴会厅及舞池，周围是大片草坪，占地60亩。1925年，大华饭店开设了露天电影放映场。
1927年12月1日，蒋中正和宋美龄在大华饭店举行婚宴，蔡元培担任主婚人。
1929年，大华饭店易主，随后饭店建筑被拆除。1930年代初，工部局在此修筑了两条马路：大华路（今南汇路）和麦边路（今奉贤路），沿路改建市房。面向静安寺路（今南京西路）的空地，由宁波商人陈占熊开设维也纳舞场，面向戈登路（今江宁路）的空地，1935年由广东商人江耀章开设大都会花园舞厅，八角形建筑。1952年，大都会花园舞厅停业，改设書場。1988年又改设大都會欢乐园，八角形建筑于1993年拆除，改建成梅龍鎮廣場大厦。